# Chrysopeleia
Die Baumnymphe Chrysopeleia (altgriechisch Χρυσοπέλεια Chrysopéleia, von χρυσός chrysós, deutsch ‚Gold‘ und πέλεια péleia, deutsch ‚(wilde) Taube‘) ist eine Gestalt der griechischen Mythologie.
Als einst ein Sturzbach die Eiche fortzureißen drohte, in der sie wohnte, kam ihr der Zeussohn Arkas zu Hilfe. Er leitete das Gewässer kurzerhand um und schützte den Baum mit einem Damm. Aus Dankbarkeit schlief sie mit ihm und hatte mit ihm die Söhne Elatos und Apheides.
Andere Quellen nennen jedoch Leaneira oder Meganeira als Mutter jener arkadischen Nachkommen des Arkas.